# Reinhold Poss

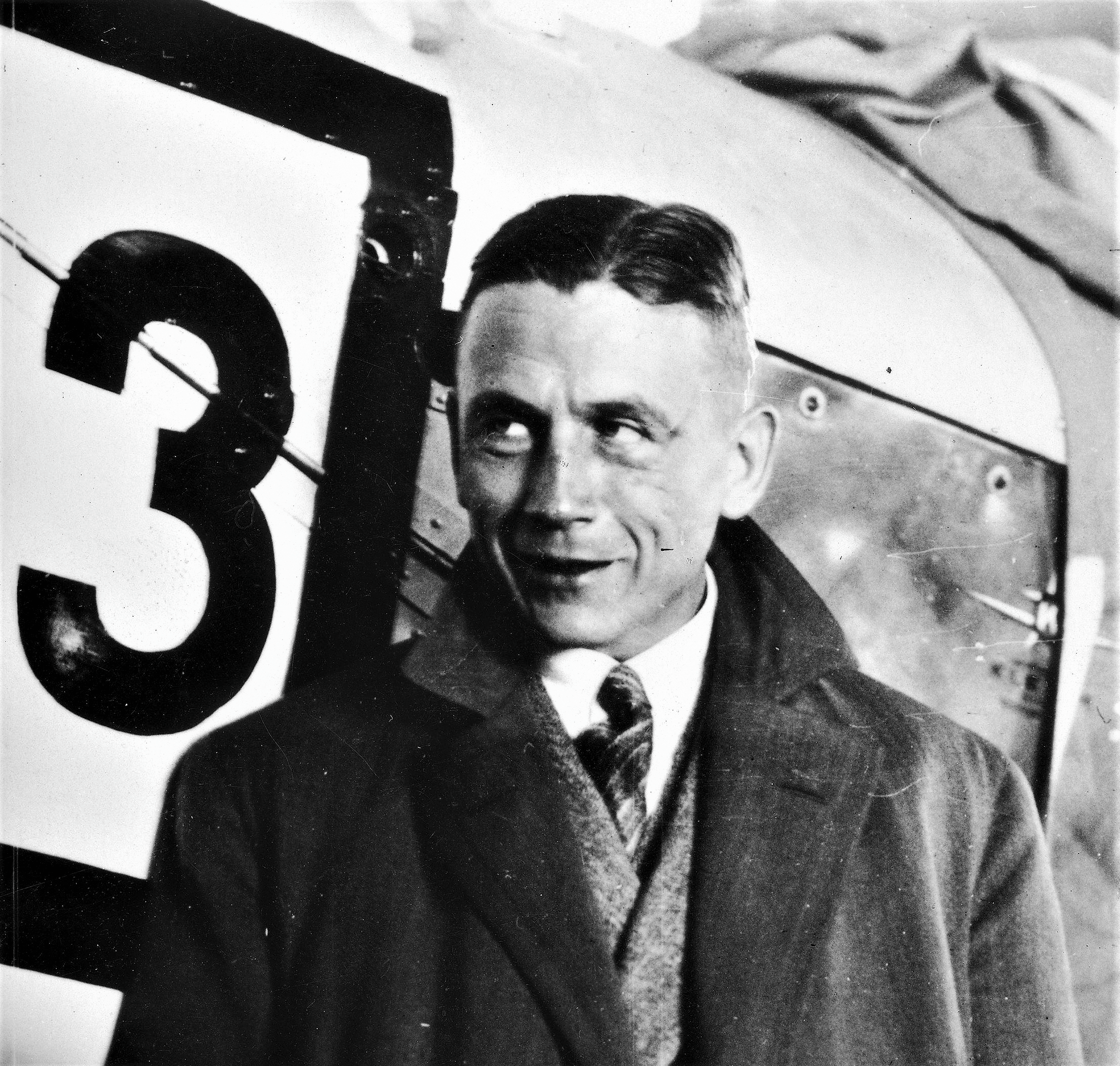
Reinhold Poss 1932

Reinhold Poss (auch Poß; * 11. September 1897; † 26. August 1933) war ein deutscher Jagdpilot im Ersten Weltkrieg und Rennsportflieger.

## Leben

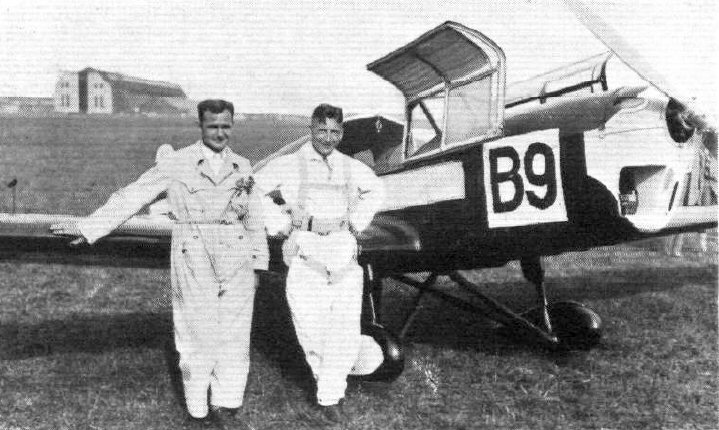
Fritz Morzik (links) und Reinhold Poss (rechts) – Gewinner des 3. und 2. Platzes bei der Europarundflug 1932 mit dem Flugzeug Klemm Kl 32 von Poss.

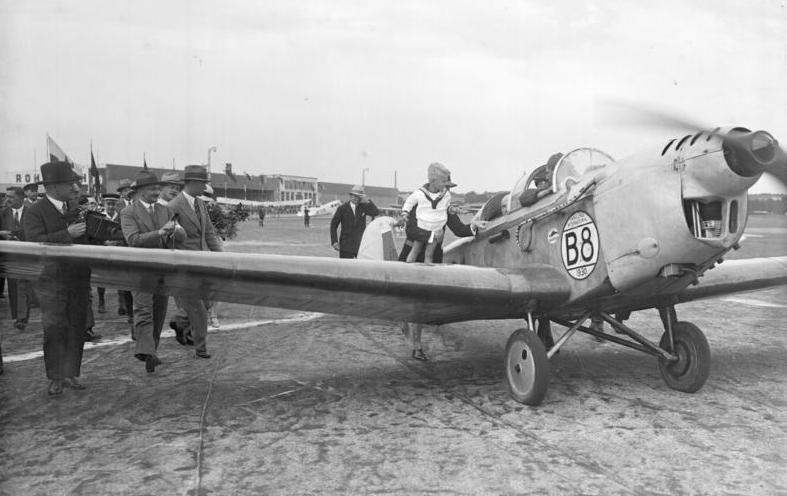
Bundesarchiv Bild 102-10196, Berlin-Tempelhof, Ankunft der ersten Europa-Flieger 1930, Reinhold Poss mit seinem Flugzeug Klemm L.25E

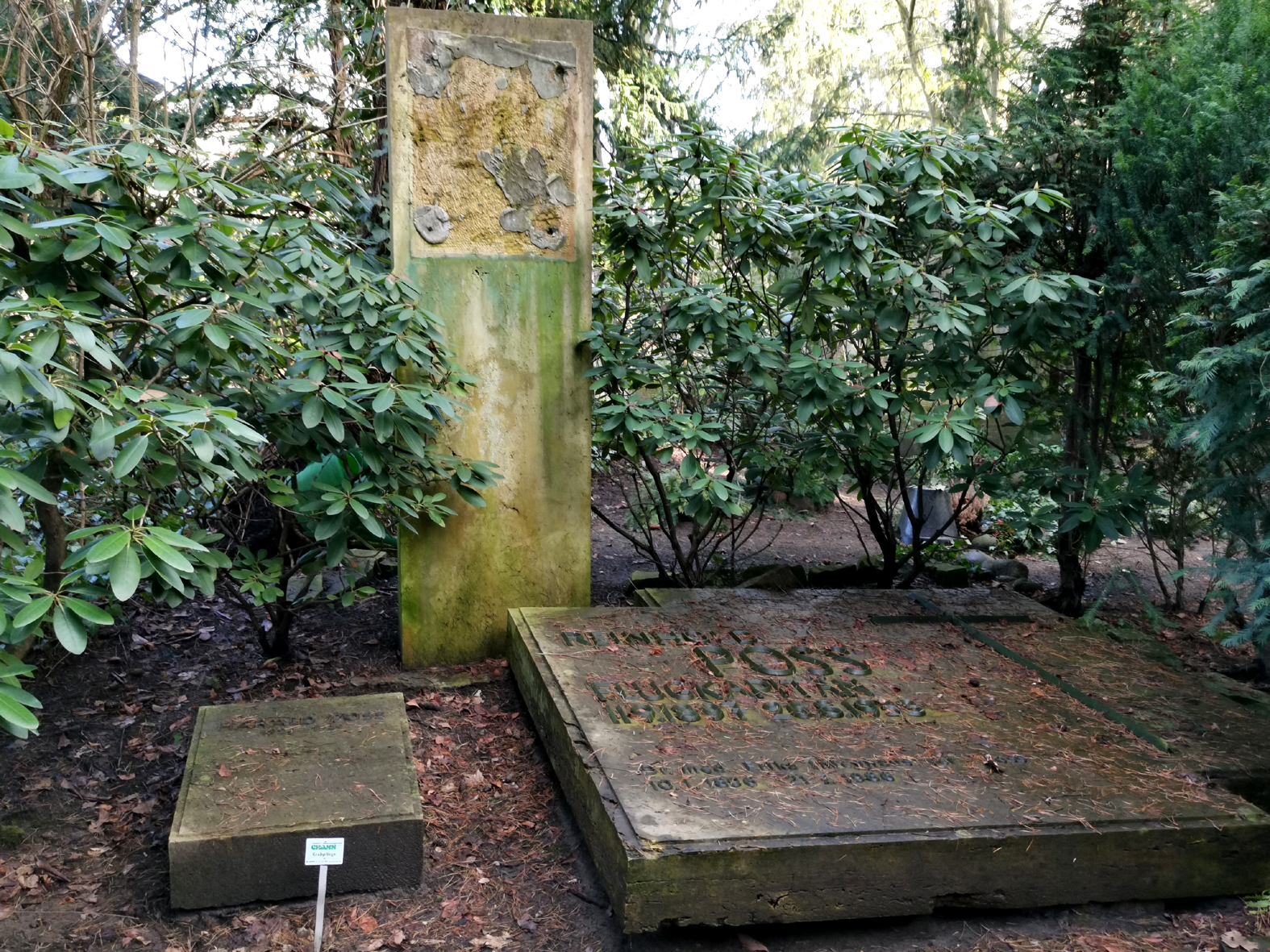
Grabstelle von Reinhold Poss auf dem Parkfriedhof Berlin-Lichterfelde (das Relief mit dem Adler ist gestohlen worden)

Poss meldete sich bei Kriegsausbruch bei der Kaiserlichen Marine und erreichte den Dienstgrad Leutnant zur See. Als Pilot und Marineflieger erzielte er elf Luftsiege. Im Jahre 1918, nachdem der Staffelführer Hans Rolshoven am 6. Mai beim Absturz seiner Maschine vor Dünkirchen ums Leben gekommen war, übernahm Poss die Führung der Seefrontstaffel I und im September 1918 der Marinefeldjagdstaffel IV. 
Am 15. Oktober 1918 wurde er von einem belgischen Jagdflieger abgeschossen und geriet in Kriegsgefangenschaft.
Nach dem Krieg begeisterte sich Poss weiter für die Fliegerei. Gemeinsam mit Hermann Köhl führte er den ersten Nachtflug zwischen Warnemünde und Stockholm durch. Poss nahm an drei Luftrennen der Fédération Aéronautique Internationale teil (1929, 1930 und 1932).
Im Jahr 1930 erreichte er mit einer Klemm L 25E den zweiten Platz der Gesamtwertung im Europarundflug.
Leutnant zur See Reinhold Poss und sein Beobachter und Copilot Paul Weirich verunglückten bei der zweiten Etappe des Deutschlandflugs am 26. August 1933 tödlich. Ihr Flugzeug streifte im Tiefflug bei schlechter Sicht mit der linken Tragfläche die Spitze des Kirchturms der St.-Nikolai-Kirche in Wildberg bei Neuruppin.
Das Grab von Reinhold Poss befindet sich auf dem Parkfriedhof in Berlin-Lichterfelde.

## Ehrungen
- Poßweg und Poßwegbrücke (Berlin-Zehlendorf)

## Anmerkung
Der Absturzort wird in der Literatur auch mit Wildberg bei Neustadt an der Dosse angegeben, es ist kein Widerspruch, da Wildberg (Temnitztal) zwischen Neustadt und Neuruppin liegt.